# Enrico Gherghetta
Enrico Gherghetta (Fiume, 26 marzo 1957) è un politico italiano, presidente della Provincia di Gorizia dal 2006 al 2016.

## Biografia
Residente a Monfalcone, proviene da una famiglia operaia con una lunga tradizione di sinistra. A sedici anni lavora in fabbrica, conosce la politica attiva e il mondo del lavoro. Si diploma alle scuole serali come Perito Elettrotecnico lavorando poi come tecnico progettista dell'Enel. Ha studiato “Lettere a indirizzo storico” all'Università degli Studi di Trieste, interrompendo gli studi dopo dieci esami. Si è in seguito laureato in Scienze politiche nel medesimo ateneo nel 2021.
Ha pubblica il libro “Isontino: il sogno, le scelte - Contributo del centrosinistra isontino" e “Una città regione - Perché le città metropolitane sono dannose e inutili".

## Carriera politica
Giovanissimo si iscrive all'allora PCI, passa al PDS e diventa segretario provinciale dei DS nel 1999. 
Viene eletto consigliere comunale a Monfalcone e nel 1997 viene eletto consigliere provinciale alla Provincia di Gorizia dando poi le dimissioni nel giugno del 1998 quando risulta eletto consigliere regionale del Friuli Venezia Giulia, incarico che manterrà fino al 2008.
Eletto Presidente della provincia nel turno elettorale del 2006 (al termine del ballottaggio del 23 e 24 aprile), ha raccolto il 58,86% dei voti in rappresentanza di una coalizione di centrosinistra formata da L'Ulivo, Partito della Rifondazione Comunista, Federazione dei Verdi, Italia dei Valori, Partito dei Comunisti Italiani e Partito Pensionati.
Per la seconda volta è stato eletto Presidente della provincia al primo turno nel 2011, raccogliendo il 52,81% dei voti in rappresentanza di una coalizione di centrosinistra, formata da Partito Democratico, Di Pietro Italia dei Valori, Sinistra Ecologia Libertà e Rifondazione Comunisti Italiani e rimanendo in carica fino al 2016, anno della soppressione delle provincie in Friuli Venezia Giulia (L.R. 26/2014) a cui si è fortemente opposto.
È stato consigliere comunale a San Pier d'Isonzo dal 2021 al 2023 per il PD.